# Kopaničářství
Kopaničářství neboli kopaničářské cyklické zemědělství je po sběrném hospodaření nejstarší a nejjednodušší způsob zemědělství objevující se v neolitu. Pole se obdělávala bez pluhů za pomocí jednoduchých nástrojů, jako jsou rýče a motyky. Obvykle se pole obdělávalo dva roky. První rok bylo osazeno ječmenem nebo žitem, v pozdějších dobách bramborami, druhý rok ovsem a travní semenem. Po poslední sklizni sloužilo nezorané pole (úhor, příloh) na dalších 3 až 10 let jako pastvina.
Kopaničářským způsobem se hospodařilo až do nedávných dob, především na polích vzniklých vymýcením lesa (viz polaření), ale také na příkrých svazích, tj. tam, kde bylo nutné půdu okopávat, protože pole nešla obhospodařit oráním. Takto obdělávané pole se nazývalo kopanina, kopanice, pokud šlo o vymýcenou lesní půdu klučením nebo žďářením čerstvě změněnou na pole, pak též kluče, klučenice. Někdy se nazývaly kopaninou a kopanicí i samoty, na nichž majitelé hospodařili tímto způsobem, ti se nazývali kopaničáři.
Zvlášť na horských územích Moravy a Slovenska se tento způsob zemědělství užíval až do nedávných dob. Na území Slovácka existuje podle toho pojmenovaná oblast Moravské Kopanice a kopaničářské nářečí.